# Il tacchino prepotente
Il tacchino prepotente è un film cortometraggio del 1939 diretto da Roberto Rossellini.

## Trama
Un tacchino con tono di importanza domina su tutti gli animali del cortile, compresi cavalli e mucche. Dopo però che due galli curiosi lo hanno visto addormentato, sgonfio e privo di importanza, al mattino più nessuno gli dà retta.